# Un taxi pour l'enfer
Pour plus de détails, voir Fiche technique et Distribution.
Un taxi pour l'enfer (Taxi to the Dark Side) est un film documentaire américain réalisé par Alex Gibney en 2007.

## Synopsis
Le documentaire s'intéresse au meurtre d'un jeune chauffeur de taxi afghan, Dilawar (en), qui a été battu à mort par des soldats américains en 2002, alors qu'il était en détention à la base aérienne de Bagram (Afghanistan).

## Fiche technique
- Titre : Un taxi pour l'enfer
- Titre original : Taxi to the Dark Side
- Réalisation : Alex Gibney
- Scénario : Alex Gibney
- Musique : Ivor Guest et Robert Logan
- Photographie : Maryse Alberti et Greg Andracke
- Montage : Sloane Klevin
- Narrateur : Alex Gibney
- Production : Alex Gibney, Eva Orner et Susannah Shipman
- Société de production : Discovery Channel, Jigsaw Productions, Tall Woods, The Why Foundation, Wider Film Projects et X-Ray Productions
- Société de distribution : THINKFilm (États-Unis)
- Pays :  États-Unis
- Genre : Documentaire
- Durée : 106 minutes
- Dates de sortie : 
  -  États-Unis : 28 avril 2007 (festival du film de Tribeca)

## Distinctions
Le film obtint l'Oscar du meilleur film documentaire et le Prix du meilleur documentaire du Festival du film de TriBeCa en 2007.